# Donje Lopiže
Donje Lopiže (Servisch cyrillisch Доње Лопиже) is een plaats in de Servische gemeente Sjenica. De plaats telt 123 inwoners (2002).